# 惠民街道 (织金县)
惠民街道，是中华人民共和国贵州省毕节市织金县下辖的一个街道办事处。
2019年8月8日，设置惠民街道。原三甲街道的惠民社区、惠泽社区、恒大社区、涌潮社区、木戛社区、尖山社区、干坝社区、箐脚社区划归惠民街道管辖。

## 行政区划
惠民街道下辖以下地区：
惠民社区、惠泽社区、恒大社区、涌潮社区、木戛社区、尖山社区、干坝社区、箐脚社区